# 게리 팰리스터
게리 앤드류 팰리스터(영어: Gary Andrew Pallister, 1965년 6월 30일 ~ )는 잉글랜드의 은퇴한 축구 선수이다.
팰리스터의 선수 시절 포지션은 센터 백이었으며 맨체스터 유나이티드 소속으로 활약하면서 9년 동안 317 출장을 기록하였다. 그 외에 미들즈브러와 달링턴에서 활약했으며, 1988년부터 1996년까지는 잉글랜드 축구 국가대표팀 소속으로 활동하였다. 현재는 BBC와 ITV 등 에서의 스포츠 방송에서 활동하고 있다.
1989-90 시즌 좋은 활약을 바탕으로 맷 버즈비 경 올해의 선수(Sir Matt Busby Player of the Year)에 선정된 바 있다.